# Виницка (Беране)
Виницка је насеље у општини Беране у Црној Гори. Према попису из 2003. било је 607 становника (према попису из 1991. било је 640 становника).

## Демографија
У насељу Виницка живи 434 пунолетна становника, а просечна старост становништва износи 34,9 година (34,9 код мушкараца и 34,9 код жена). У насељу има 169 домаћинстава, а просечан број чланова по домаћинству је 3,59.
Становништво у овом насељу веома је хетерогено, а у последња три пописа, примећен је пад у броју становника.
|  |

| Демографија | Демографија | Демографија |
| Година      | Становника  | Становника  |
| ----------- | ----------- | ----------- |
|             |             |             |
|             |             |             |
|             |             |             |
|             |             |             |
| 1948.       | 770         |             |
| 1953.       | 793         |             |
| 1961.       | 749         |             |
| 1971.       | 787         |             |
| 1981.       | 732         |             |
| 1991.       | 640         | 607         |
| 2003.       | 639         | 607         |
|             |             |             |
|             |             |             |

| Етнички састав према попису из 2003.‍ | Етнички састав према попису из 2003.‍ | Етнички састав према попису из 2003.‍ | Етнички састав према попису из 2003.‍ | Етнички састав према попису из 2003.‍ |
| ------------------------------------ | ------------------------------------ | ------------------------------------ | ------------------------------------ | ------------------------------------ |
|                                      |                                      |                                      |                                      |                                      |
| Срби                                 | Срби                                 |                                      | 359                                  | 59,14%                               |
| Црногорци                            | Црногорци                            |                                      | 203                                  | 33,44%                               |
| непознато                            | непознато                            |                                      | 18                                   | 2,96%                                |

| \| \| м \| \| \| ж \| \| ? \| 3 \| \| \| 6 \| \| 80+ \| 4 \| \| \| 7 \| \| 75—79 \| 8 \| \| \| 9 \| \| 70—74 \| 10 \| \| \| 11 \| \| 65—69 \| 15 \| \| \| 13 \| \| 60—64 \| 18 \| \| \| 18 \| \| 55—59 \| 11 \| \| \| 15 \| \| 50—54 \| 14 \| \| \| 18 \| \| 45—49 \| 13 \| \| \| 17 \| \| 40—44 \| 20 \| \| \| 14 \| \| 35—39 \| 23 \| \| \| 18 \| \| 30—34 \| 29 \| \| \| 17 \| \| 25—29 \| 16 \| \| \| 27 \| \| 20—24 \| 23 \| \| \| 16 \| \| 15—19 \| 26 \| \| \| 19 \| \| 10—14 \| 23 \| \| \| 20 \| \| 5—9 \| 23 \| \| \| 27 \| \| 0—4 \| 22 \| \| \| 34 \| \| Просек : \| 17 \| \| \| 8 \| |    |  |  |    |
| |    |  |  |    |
| | м  |  |  | ж  |
| ? | 3  |  |  | 6  |
| 80+ | 4  |  |  | 7  |
| 75—79 | 8  |  |  | 9  |
| 70—74 | 10 |  |  | 11 |
| 65—69 | 15 |  |  | 13 |
| 60—64 | 18 |  |  | 18 |
| 55—59 | 11 |  |  | 15 |
| 50—54 | 14 |  |  | 18 |
| 45—49 | 13 |  |  | 17 |
| 40—44 | 20 |  |  | 14 |
| 35—39 | 23 |  |  | 18 |
| 30—34 | 29 |  |  | 17 |
| 25—29 | 16 |  |  | 27 |
| 20—24 | 23 |  |  | 16 |
| 15—19 | 26 |  |  | 19 |
| 10—14 | 23 |  |  | 20 |
| 5—9 | 23 |  |  | 27 |
| 0—4 | 22 |  |  | 34 |
| Просек : | 17 |  |  | 8  |

| Број домаћинстава према пописима из периода 1948—2003. | Број домаћинстава према пописима из периода 1948—2003. | Број домаћинстава према пописима из периода 1948—2003. | Број домаћинстава према пописима из периода 1948—2003. | Број домаћинстава према пописима из периода 1948—2003. | Број домаћинстава према пописима из периода 1948—2003. | Број домаћинстава према пописима из периода 1948—2003. | Број домаћинстава према пописима из периода 1948—2003. |
| Година пописа                                          | 1948.                                                  | 1953.                                                  | 1961.                                                  | 1971.                                                  | 1981.                                                  | 1991.                                                  | 2003.                                                  |
| ------------------------------------------------------ | ------------------------------------------------------ | ------------------------------------------------------ | ------------------------------------------------------ | ------------------------------------------------------ | ------------------------------------------------------ | ------------------------------------------------------ | ------------------------------------------------------ |
| Број домаћинстава                                      | 153                                                    | 161                                                    | 160                                                    | 164                                                    | 162                                                    | 166                                                    | 173                                                    |

| Број домаћинстава по броју чланова према попису из 2003. | Број домаћинстава по броју чланова према попису из 2003. | Број домаћинстава по броју чланова према попису из 2003. | Број домаћинстава по броју чланова према попису из 2003. | Број домаћинстава по броју чланова према попису из 2003. | Број домаћинстава по броју чланова према попису из 2003. | Број домаћинстава по броју чланова према попису из 2003. | Број домаћинстава по броју чланова према попису из 2003. | Број домаћинстава по броју чланова према попису из 2003. | Број домаћинстава по броју чланова према попису из 2003. | Број домаћинстава по броју чланова према попису из 2003. | Број домаћинстава по броју чланова према попису из 2003. |
| Број чланова                                             | 1                                                        | 2                                                        | 3                                                        | 4                                                        | 5                                                        | 6                                                        | 7                                                        | 8                                                        | 9                                                        | 10 и више                                                | Просек                                                   |
| -------------------------------------------------------- | -------------------------------------------------------- | -------------------------------------------------------- | -------------------------------------------------------- | -------------------------------------------------------- | -------------------------------------------------------- | -------------------------------------------------------- | -------------------------------------------------------- | -------------------------------------------------------- | -------------------------------------------------------- | -------------------------------------------------------- | -------------------------------------------------------- |
| Број домаћинстава                                        | 169                                                      | 33                                                       | 25                                                       | 20                                                       | 42                                                       | 18                                                       | 19                                                       | 8                                                        | 2                                                        | 1                                                        | 1                                                        |

| Пол    | Укупно | Неожењен/Неудата | Ожењен/Удата | Удовац/Удовица | Разведен/Разведена | Непознато |
| ------ | ------ | ---------------- | ------------ | -------------- | ------------------ | --------- |
| Мушки  | 233    | 73               | 131          | 15             | 0                  | 14        |
| Женски | 225    | 46               | 132          | 31             | 4                  | 12        |
| УКУПНО | 458    | 119              | 263          | 46             | 4                  | 26        |

| Пол    | Укупно                    | Пољопривреда, лов и шумарство | Рибарство                            | Вађење руде и камена | Прерађивачка индустрија       |
| ------ | ------------------------- | ----------------------------- | ------------------------------------ | -------------------- | ----------------------------- |
| Мушки  | 79                        | 8                             | 0                                    | 1                    | 13                            |
| Женски | 36                        | 2                             | 0                                    | 0                    | 11                            |
| Укупно | 115                       | 10                            | 0                                    | 1                    | 24                            |
|        |                           |                               |                                      |                      |                               |
| Пол    | Производња и снабдевање   | Грађевинарство                | Трговина                             | Хотели и ресторани   | Саобраћај, складиштење и везе |
| Мушки  | 2                         | 3                             | 3                                    | 2                    | 9                             |
| Женски | 0                         | 0                             | 5                                    | 0                    | 1                             |
| Укупно | 2                         | 3                             | 8                                    | 2                    | 10                            |
|        |                           |                               |                                      |                      |                               |
| Пол    | Финансијско посредовање   | Некретнине                    | Државна управа и одбрана             | Образовање           | Здравствени и социјални рад   |
| Мушки  | 1                         | 0                             | 16                                   | 2                    | 3                             |
| Женски | 0                         | 0                             | 2                                    | 6                    | 3                             |
| Укупно | 1                         | 0                             | 18                                   | 8                    | 6                             |
|        |                           |                               |                                      |                      |                               |
| Пол    | Остале услужне активности | Приватна домаћинства          | Екстериторијалне организације и тела | Непознато            | Непознато                     |
| Мушки  | 2                         | 0                             | 0                                    | 14                   | 14                            |
| Женски | 0                         | 0                             | 0                                    | 6                    | 6                             |
| Укупно | 2                         | 0                             | 0                                    | 20                   | 20                            |